# 山田茂
山田 茂（やまだ しげる、1949年6月3日 - ）は、千葉県出身の俳優。身長は161cm、体重は59kg、バスト90cm、ウェスト84cm、ヒップ90cm、靴サイズ25cmである。血液型はA型。大野剣友会出身。現在はイーアンドエー所属。

## 人物
大野剣友会に所属していた当時から、額が広くふくよかな体型であったために大勢の中でも特に目立ち、仮面ライダーシリーズの戦闘員やその他の端役で出演した際の映像や写真などで、その存在が容易に確認出来る。
趣味は絵を描くこと、特技は殺陣。

## 出演歴

### テレビ

#### TBS系列
- キイハンター

#### 日本テレビ系列
- 白い牙

#### テレビ東京系列
- しにがみのバラッド第5話 － キュレーター 役
- プレイガール

#### 特撮作品
- 怪人二十面相
- 仮面ライダー - ショッカー戦闘員、ゲルショッカー戦闘員
- 超人バロム・1 - アントマン
- 仮面ライダーV3 - デストロン戦闘員
- 仮面ライダーX- 団地住民（第2話）ほか
- イナズマンF - 作業員（第8話）、親衛隊員（第23話）ほか
- 仮面ライダーアマゾン - 人面岩の顔[1]
- 秘密戦隊ゴレンジャー
- 快傑ズバット - 刑事（第5話）、ダッカー団員 ほか
- 仮面ライダー (スカイライダー) - アリコマンド、格闘家（第9話）ほか

### 映画
- 実録安藤組
- 動乱
- 秘密戦隊ゴレンジャー 爆弾ハリケーン
- 仮面ライダー 8人ライダーVS銀河王